# Ledeča vas
Ledeča vas – wieś w Słowenii, w gminie Šentjernej. W 2018 roku liczyła 95 mieszkańców.